# Gunung Jailolo
Gunung Jailolo är ett berg i Indonesien. Det ligger i den nordöstra delen av landet, 2 400 km öster om huvudstaden Jakarta. Toppen på Gunung Jailolo är 637 meter över havet, eller 59 meter över den omgivande terrängen. Bredden vid basen är 0,37 km.
Terrängen runt Gunung Jailolo är kuperad åt sydost, men norrut är den platt. Havet är nära Gunung Jailolo åt sydväst. Runt Gunung Jailolo är det ganska tätbefolkat, med 54 invånare per kvadratkilometer. I omgivningarna runt Gunung Jailolo växer i huvudsak städsegrön lövskog.